# Ефремовка (метеорит)
Ефремовка — метеорит, углистый хондрит общим весом 21 килограмм, относящийся к типу CV3. Найден в 1962 году в Павлодарской области в Казахстане целым куском. Содержит редко встречающиеся включения белого цвета, так называемые CAI (англ. Calcium-Aluminum-rich Inclusion — включение, богатое кальцием и алюминием). Предполагается, что эти тугоплавкие соединения могли быть одними из первых веществ, перешедших в кристаллическое состояние на ранних стадиях образования Солнечной системы из протопланетарной туманности. Данные уран-свинцового метода датирования указывают на возраст 4,568 миллиарда лет. Изотопный анализ метеорита подтверждает предположение о том, что на очень молодом Солнце произошла длительная и очень мощная вспышка.
А. Ю. Розанов утверждает, что в метеорите обнаружены ископаемые частички нитчатых микроорганизмов, напоминающих низшие грибы и сохранивших детали своего клетчатого строения, а также окаменелые остатки бактерий. При этом анализировались  псевдоморфозы, не отличающиеся по минеральному составу от всего остального материала метеорита, а не современные или фоссилизированные остатки. Однако другие специалисты с мнением Розанова не согласны.